# Rondaniella
Rondaniella is een muggengeslacht uit de familie van de paddenstoelmuggen (Mycetophilidae).

## Soorten
- R. dimidiata (Meigen, 1804)
- R. sororcula (Loew, 1869)